# Robert Easter junior
Robert Easter junior (* 26. Januar 1991 in Toledo, Ohio, USA) ist ein US-amerikanischer Profiboxer und ehemaliger IBF-Weltmeister im Leichtgewicht. 

## Amateurkarriere
Robert Easter junior bestritt rund 230 Amateurkämpfe und war jeweils Gewinner einer Bronzemedaille im Halbweltergewicht bei den National Golden Gloves 2010 und 2011, sowie der US-Meisterschaft 2012. Er begleitete die US-Mannschaft als „Olympic-Alternate“ zu den Olympischen Spielen 2012 nach London, kam dort jedoch nicht zum Einsatz.

## Profikarriere
Er bestritt sein Profidebüt im November 2012 und gewann 17 Kämpfe in Folge, wobei er im April 2016 den ehemaligen IBF-Weltmeister Argenis Mendez durch TKO in der fünften Runde besiegen konnte. Er erhielt daraufhin eine Titelchance um die vakante IBF-Weltmeisterschaft im Leichtgewicht, nachdem Rances Barthelemy den Gürtel im Juni 2016 niedergelegt hatte. Easter junior konnte sich in dem Kampf am 9. September 2016 nach Punkten gegen seinen ebenfalls ungeschlagenen Kontrahenten Richard Commey (Kampfbilanz: 24-0, 22 K.o.) durchsetzen.
Im Anschluss verteidigte er den Titel jeweils nach Punkten gegen Luis Cruz (22-4), Denis Schafikow (38-2, No. 4 des Ring Magazine) und Javier Fortuna (33-1).
Am 28. Juli 2018 boxte er in einer Titelvereinigung gegen den ebenfalls ungeschlagenen WBC-Weltmeister Miguel García (38-0, 30 K.o.) und verlor einstimmig nach Punkten. In seinem nächsten Kampf am 27. April 2019 boxte er zudem ein Unentschieden gegen Rances Barthelemy (27-1). Nach diesem Kampf stieg er in das Halbweltergewicht auf.
Am 20. Februar 2021 gewann er einstimmig gegen Ryan Martin (24-1).
Am 6. Februar 2022 wurde Robert Easter junior auf offener Straße in Cincinnati überfallen und dreimal angeschossen. Die unbekannten Täter raubten sein Mobiltelefon und Schmuck. Easter wurde in ein Krankenhaus eingeliefert und notoperiert.